# 리즈 라이노스

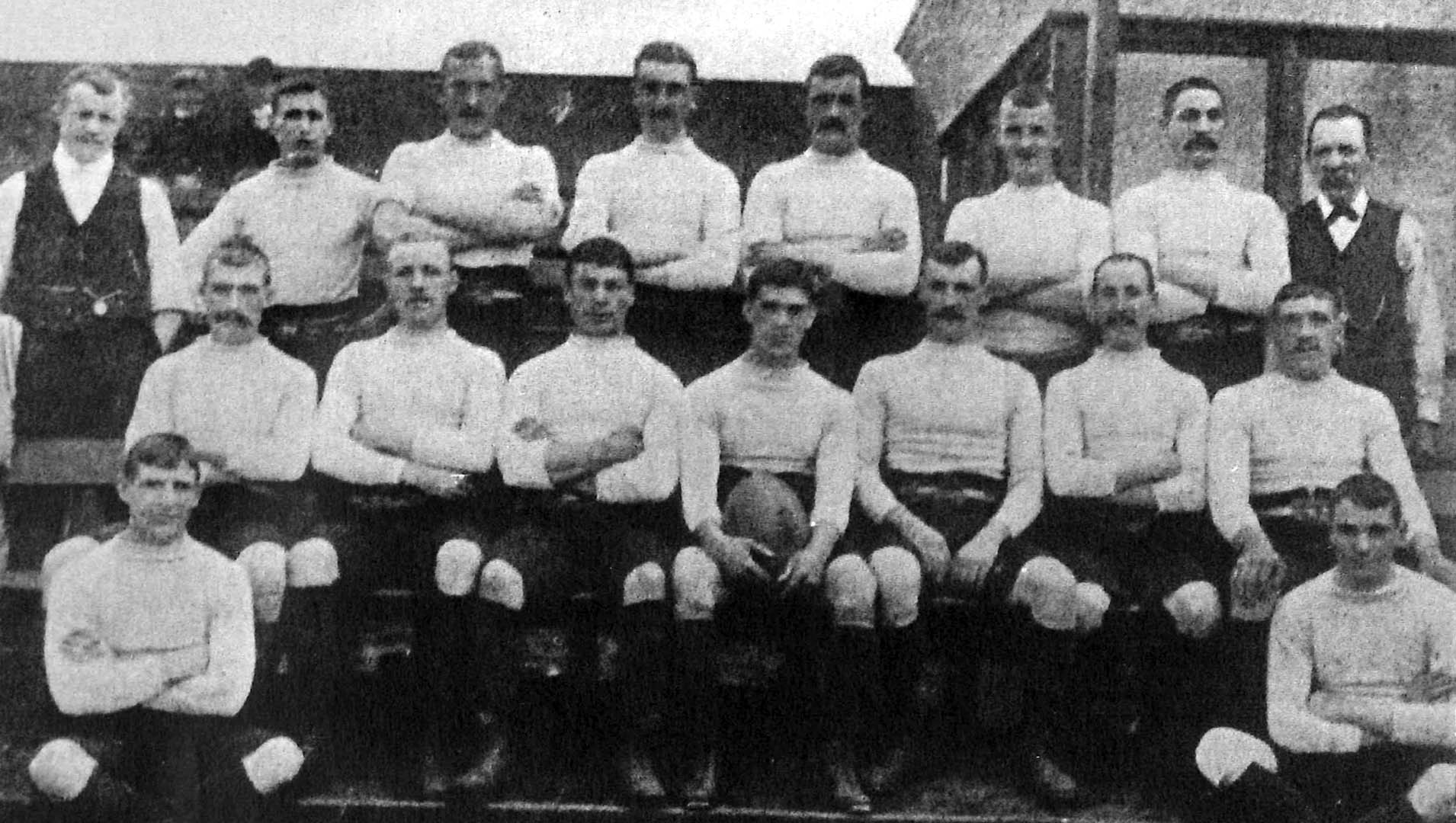
1899~1900년

리즈 라이노스(Leeds Rhinos)는 1870년 창단한 잉글랜드 수퍼 리그의 프로 럭비 리그 팀이다. 리즈를 연고로 하고 있으며 홈구장은 헤딩리 스타디움이다.

## 같이 보기
- 럭비